# Vanderhorstia papilio
Vanderhorstia papilio är en fiskart som beskrevs av Koichi Shibukawa och Suzuki 2004. Vanderhorstia papilio ingår i släktet Vanderhorstia och familjen smörbultsfiskar. Inga underarter finns listade i Catalogue of Life.